# Leitender Angestellter
Der leitende Angestellte ist ein Angestellter in Unternehmen, der mit wesentlichen Arbeitgeberbefugnissen ausgestattet ist und Führungsaufgaben wahrnimmt.  

## Rechtsfolgen der Stellung
Leitender Angestellter ist ein Rechtsbegriff aus dem deutschen Arbeitsrecht, genauer dem  Betriebsverfassungsgesetz (§ 5 Abs. 3 und 4 BetrVG) und dem Mitbestimmungsgesetz (MitbestG) sowie dem Kündigungsschutzgesetz (KSchG). Für leitende Angestellte (i. S. d. BetrVG) gilt das BetrVG und das Arbeitszeitgesetz nicht. Nach § 15 MitbestG haben die leitenden Angestellten Anspruch auf Sitze als Arbeitnehmer im Aufsichtsrat. 
Für leitende Angestellte (i. S. d. KSchG) ist gemäß §§ 14 Abs. 2 KSchG, § 9 Abs. 1 Satz 2 KSchG das Kündigungsschutzgesetz eingeschränkt anwendbar (grundlose Beendigung gegen Abfindung).

## Abgrenzung und Definition
Die Gruppe der Angestellten in Leitungsfunktionen innerhalb einer üblichen Unternehmensshierarchie, z. B. Abteilungsleiter, Meister, Hauptabteilungsleiter, Betriebsleiter usw. ist wesentlich größer als die der leitenden Angestellten. Meist handelt es sich um außertariflich Angestellte, diese sind umgekehrt jedoch nicht automatisch leitende Angestellte.
Leitende Angestellte zeichnen sich dadurch aus, dass ihnen wesentliche Arbeitgeberbefugnisse übertragen wurden. Das sind vor allem Einstellungs- und Entlassungsbefugnis, eine nicht unbedeutende Handlungsvollmacht oder Prokura, Generalvollmacht oder die Übertragung sonstiger Aufgaben in unternehmerischer Funktion. Wenn einem Angestellten mindestens eine der drei genannten Funktionen dauerhaft übertragen ist, ist er leitender Angestellter im Sinne des Betriebsverfassungsgesetzes. Wenn darüber im Einzelfall Zweifel bestehen, können auch zusätzliche formelle Kriterien zur Klärung herangezogen werden, zum Beispiel die Leitungsebene oder das regelmäßige Jahresarbeitsentgelt.
Leitende Angestellte im betriebverfassungsrechtlichen und kündigungsschutzrechtlichen Sinne werden nicht identisch definiert, die Definition des KSchG ist enger: Während diese zwingend die Befugnis zur Entlassung und/oder Einstellung voraussetzt, ist nach dem BetrVG bereits leitender Angestellter, wer Führungsaufgaben wahrnimmt, die aufgrund ihrer Bedeutung für das Unternehmen einen maßgeblichen Einfluss haben. Oftmals erweist sich in der gängigen Rechtsprechung eine bloße Befugnis zur Entlassung bzw. Einstellung als unzureichend, einen Arbeitnehmer als leitenden Angestellten zu klassifizieren. Er muss diese Befugnis auch regelmäßig ausüben.
Zunehmend an Bedeutung gewinnt die Beziehung der nationalen Regelungen zum europäischen Recht. Verschiedene europäische Richtlinien setzen Schutzstandards zugunsten von Arbeitnehmern, ohne dabei leitende Angestellte von diesem Schutz auszuschließen. Demgegenüber werden nach nationalem Recht teilweise leitende Angestellte von genau diesen Schutzbestimmungen ausgeschlossen, so z. B. von dem Schutz vor Massenentlassungen, den die Richtlinie 98/59/EG vorgibt. Bei dieser Kollision von nationalem Recht gegenüber Europarecht geht letzteres vor, so dass nationale Regelungen entweder richtlinienkonform auszulegen sind, als unwirksam eingestuft werden oder Schadensersatzansprüche der Betroffenen gegen den EU-Mitgliedstaat auslösen können, der die EU-Vorgaben nicht entsprechend umgesetzt hat.

## Leitender Angestellter nach Betriebsverfassungsgesetz
Nach dem § 5 (3) Betriebsverfassungsgesetz ist ein leitender Angestellter, 

„wer nach Arbeitsvertrag und Stellung im Unternehmen oder im Betrieb
1. zur selbständigen Einstellung und Entlassung von im Betrieb oder in der Betriebsabteilung beschäftigten Arbeitnehmern berechtigt ist oder
2. Generalvollmacht oder Prokura hat und die Prokura auch im Verhältnis zum Arbeitgeber nicht unbedeutend ist oder
3. regelmäßig sonstige Aufgaben wahrnimmt, die für den Bestand und die Entwicklung des Unternehmens oder eines Betriebs von Bedeutung sind und deren Erfüllung besondere Erfahrungen und Kenntnisse voraussetzt, wenn er dabei entweder die Entscheidungen im Wesentlichen frei von Weisungen trifft oder sie maßgeblich beeinflusst; dies kann auch bei Vorgaben insbesondere aufgrund von Rechtsvorschriften, Plänen oder Richtlinien sowie bei Zusammenarbeit mit anderen leitenden Angestellten gegeben sein.“

Nach § 5 (4) nach (3) Nr. 3 ebenfalls leitender Angestellter

„ist im Zweifel, wer
1. aus Anlass der letzten Wahl des Betriebsrats, des Sprecherausschusses oder von Aufsichtsratsmitgliedern der Arbeitnehmer oder durch rechtskräftige gerichtliche Entscheidung den leitenden Angestellten zugeordnet worden ist oder
2. einer Leitungsebene angehört, auf der in dem Unternehmen überwiegend leitende Angestellte vertreten sind, oder
3. ein regelmäßiges Jahresarbeitsentgelt erhält, das für leitende Angestellte in dem Unternehmen üblich ist, oder,
4. falls auch bei der Anwendung der Nummer 3 noch Zweifel bleiben, ein regelmäßiges Jahresarbeitsentgelt erhält, das das Dreifache der Bezugsgröße nach § 18 des Vierten Buches Sozialgesetzbuch überschreitet.“

## Ausnahmeregelung für Wirtschaftsprüfer
Nach § 45 der Wirtschaftsprüferordnung gelten angestellte Wirtschaftsprüfer mit Prokura als leitende Angestellte im Sinne des Betriebsverfassungsgesetzes, ohne dass die weiteren Bedingungen des Betriebsverfassungsgesetzes erfüllt sein müssen. Entsprechende Regelungen für vergleichbare Berufsgruppen, wie angestellte Steuerberater oder Rechtsanwälte gibt es nicht. Dieser Status bringt mit sich, dass für diese angestellten Wirtschaftsprüfer diverse Arbeitnehmerrechte (wie z. B. das Arbeitszeitgesetz, Tarifverträge, Betriebsvereinbarungen, aktives und passives Wahlrecht bei Betriebsratswahlen) nicht gelten. Das Bundesarbeitsgericht hat mit Beschluss vom 29. Juni 2011, 7 ABR 15/10, entschieden, dass § 45 Satz 2 WPO iVm. § 45 Satz 1 WPO verfassungskonform einschränkend so zu verstehen ist, dass die Bereichsausnahme von der Betriebsverfassung nur für angestellte Wirtschaftsprüfer mit Prokura gilt.
Die Gremien der Wirtschaftsprüferkammer haben die Streichung des § 45 Satz 2 WPO (angestellte WP/vBP als leitende Angestellte im Sinne des § 5 Abs. 3 BetrVG) vorgeschlagen. Dem Bundeswirtschaftsministerium wurde dieser Vorschlag im Rahmen der WPO-Änderungsvorschläge mit Schreiben vom 21. März 2012 übermittelt.